# Tylstrup
Tylstrup is een plaats in de Deense regio Noord-Jutland, gemeente Aalborg. De plaats telt 1292 inwoners (2008).